# ジェイムズ・ミルトン・キャロル
ジェイムズ・ミルトン・キャロル（James Milton Carroll、1852年1月8日 - 1931年1月10日）とは、アメリカのバプテストの牧師、指導者、歴史家、著述家。
父もバプテストの教役者である。12人兄弟。1870年12月22日結婚。ベイラー大学卒業。1884年名誉学位。南部バプテスト連盟の指導者だった。ただし、現在彼の主著を紹介するサイトは南部バプテストらが「主イエスの教える新約の聖書バプテスト教会」から離れたとしている。
1931年にランドマーク・バプテストの立場からバプテストの起源と歴史が書かれた『血まみれの道』The Trail of Bloodを出版した。

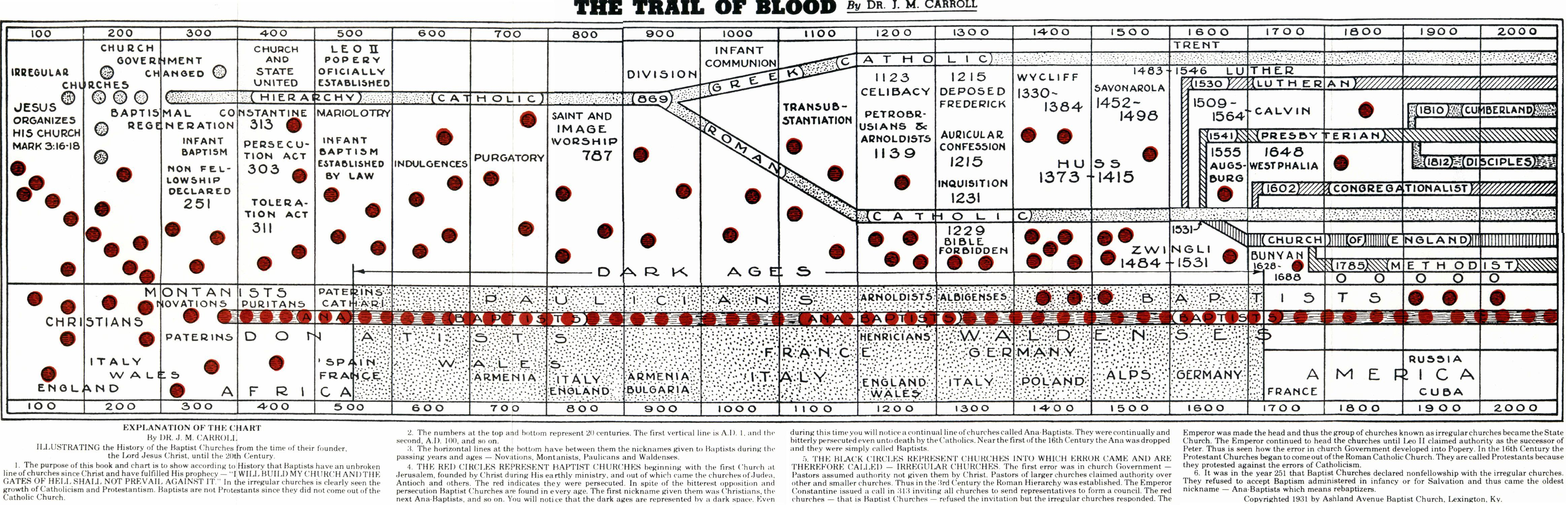
ランドマーク・バプテストの歴史チャート

## 著書
- 『血まみれの道』田嶋浩次訳　バプテスト文書出版　1974年　ASIN B000J4PM8C